# Ipsissima verba
Ipsissima verba, en llatí "les mateixes paraules," és un terme legal que es refereix a l'autoritat material, generalment establerta, a la qual un escriptor o orador s'està o que està citant. Per exemple, "la posició de l'advocat sobre la segregació es recolza en la ipsissima verba del dictamen del Tribunal Suprem en el Cas Brown contra Consell d'Educació."

## Cristianisme
Ipsissima verba també es refereix a les paraules en arameu que apareixen en els evangelis que podrien ser les paraules reals que Jesús va pronunciar físicament. Mentre que els manuscrits traduïts en el Nou Testament canònic van ser originalment escrits en grec de koiné, unes poques paraules arameas han sobreviscut en alguns textos. S'especula àmpliament que la llengua nativa de Jesús era el arameo i que aquestes dites particulars podrien preservar les mateixes paraules que Jesús va pronunciar físicament, com les "Set Paraules".

## Altres usos
Ipsissima verba és també el nom d'un àlbum de la banda alemanya Samsas Traum.